# Schlackenhalde Bredelem
Das Naturschutzgebiet Schlackenhalde Bredelem ist ein Naturschutzgebiet, das sich am Ufer der Innerste nördlich der Stadt Langelsheim im Landkreis Goslar in Niedersachsen befindet. Es grenzt an das Naturschutzgebiet Mittleres Innerstetal mit Kanstein und ist Teil des FFH-Gebiets Nr. 121 („Innerste-Aue (mit Kanstein)“) sowie des EU-Vogelschutzgebiets „Innerstetal von Langelsheim bis Groß Düngen“. Für das am 16. April 1976 nach einer Verordnung vom 15. März 1976 gegründete Naturschutzgebiet ist der Landkreis Goslar als untere Naturschutzbehörde zuständig.
Das Naturschutzgebiet umfasst eine ungefähr 450 m lange und 20 bis 90 m breite Halde mit Erzschlackeresten von Hüttenbetrieben aus dem Mittelalter. Der mit Schwermetallsalzen angereicherte Flussschotter bietet ideale Lebensbedingungen für verschiedene Flechtenarten und Schwermetallrasen. Zum Schutz dieser in Niedersachsen äußerst seltenen Pflanzengesellschaft wurde das Naturschutzgebiet 1976 ausgewiesen.